# Gustav Glogau
Gustav Glogau, född den 6 juni 1844, död den 22 mars 1895, var en tysk filosof.
Glogau var professor i Kiel. Han utgick från den herbartska filosofin med påverkades även av Johann Gottlieb Fichte och Friedrich Hegel samt av utvecklingsteorin. Hans egen filosofi var avgjort teistisk, buren av en stark vördnad för kristendomen och genomträngd av platonska tankar. 
Enligt Glogau är Guds existens lika säker som vår egen tillvaro, och från Gud utgår det sannas, godas och skönas idéer, vilka på en gång främjar och leder de ändliga andarnas utveckling. 
Glogaus främsta arbeten är Abriss der philosophischen Grundwissenschaft (1880-88), Grundriss der Psychologie (1884), samt Die Hauptlehren der Logik und Wissenschaftslehre (1894).